# 16th ~That’s J-POP~
16th ~That’s J-POP~  es el decimosexto álbum de Morning Musume que se publicó el 31 de Marzo del 2021 en dos ediciones, 1 regular, y una limitada.    

## Información
Es el primer álbum que cuenta con las integrantes de la decimoquinta generación, Rio Kitagawa, Homare Okamura and Mei Yamazaki y a la vez el último álbum de Masaki Satō, de la décima generación y de Chisaki Morito de la decimocuarta generación, y Kaede Kaga, de la decimotercera generación.    
Salieron dos versiones del álbum, siendo la Edición Limitada (CD+DVD) y la Edición Regular (CD). La Edición Limitada incluye un Blu-ray con una grabación de la presentación en vivo llamada "Morning Musume '21 Mukankyaku Secret Live" y  entrevistas a las chicas hablando sobre el album.   
Todas las canciones han sido escritas por Tsunku excepto las pistas 13 y 14.    

## Lista de canciones

### CD
| N.º | Título | Duración |  |
| 1.  | «Aishite Nan ga Warui!? (愛してナンが悪い！？; ¿Qué pasa con el amor?)»                                                          |          |  |
| 2.  | «Gyuu Saretai Dake na no ni» |          |  |
| 3.  | «Shinjiru Shika! (信じるしか！; Solo cree!) - Erina Ikuta, Ayumi Ishida, Sakura Oda, Kaede Kaga, Chisaki Morito, Homare Okamura» |          |  |
| 4.  | «TIME IS MONEY! (EL TIEMPO ES DINERO!)- Masaki Sato, Miki Nonaka, Reina Yokoyama, Mei Yamazaki»                                  |          |  |
| 5.  | «Nakimushi My Dream (泣き虫My Dream; Mi Sueño de Lloron)»                                                                        |          |  |
| 6.  | «Futari wa Abekobe (二人はアベコベ; Los dos son Abekobe) - Mizuki Fukumura, Maria Makino, Akane Haga, Rio Kitagawa»              |          |  |
| 7.  | «Junjou Evidence» |          |  |
| 8.  | «Kono Mama! (このまま！; Como Esto!)»                                                                                            |          |  |
| 9.  | «KOKORO&KARADA» |          |  |
| 10. | «Jinsei Blues» |          |  |
| 11. | «Hey! Unfair Baby» |          |  |
| 12. | «Ren'ai Destiny ~Honne wo Ronjitai~ (恋愛Destiny～本音を論じたい～; Love Destiny ~Quiero Discutir mis Verdaderas Intenciones~ )» |          |  |
| 13. | «LOVEpedia» |          |  |
| 14. | «Ningen Kankei No way way» |          |  |
| 15. | «Seishun Night» |          |  |

### Edición Limitada Blu-Ray

#### Morning Musume '21 Mukankyaku Secret Live
| N.º | Título                               | Duración |  |
| 1.  | «OPENING»                            |          |  |
| 2.  | «Junjou Evidence»                    |          |  |
| 3.  | «Seishun Night»                      |          |  |
| 4.  | «MC»                                 |          |  |
| 5.  | «KOKORO&KARADA»                      |          |  |
| 6.  | «Jinsei Blues»                       |          |  |
| 7.  | «Gyuu Saretai Dake na no ni»         |          |  |
| 8.  | «MC»                                 |          |  |
| 9.  | «LOVEpedia»                          |          |  |
| 10. | «Ningen Kankei No way way»           |          |  |
| 11. | «Hey! Unfair Baby»                   |          |  |
| 12. | «Ren'ai Destiny ~Honne wo Ronjitai~» |          |  |
| 13. | «ENDING»                             |          |  |

### Bonus
| N.º | Título | Duración |  |
| 1.  | «Ren'ai Destiny ~Honne wo Ronjitai~ (Another Edit.)» |          |  |
| 2.  | «Junjou Evidence (Another Edit.)» |          |  |
| 3.  | «LOVEpedia~Ningen Kankei No way way (Another Edit.)» |          |  |
| 4.  | «Making Eizou (メイキング映像; Making Video)» |          |  |
| 5.  | «Member ga Kataru!! Album "16th ~That's J-POP~" (メンバーが語る！！ アルバム「16th～That's J-POP～」; Los miembros hablan !! del album "16th ~That's J-POP~")» |          |  |

## Miembros presentes
- 9ª Generación: Mizuki Fukumura, Erina Ikuta
- 10ª Generación: Ayumi Ishida, Masaki Satō (último álbum)
- 11ª Generación: Sakura Oda
- 12ª Generación: Miki Nonaka, Maria Makino, Akane Haga
- 13ª Generación: Kaede Kaga (último álbum), Reina Yokoyama
- 14ª Generación: Chisaki Morito (último álbum)
- 15ª Generación (álbum debut): Rio Kitagawa, Homare Okamura, Mei Yamazaki